# Antigius connexa
Antigius connexa är en fjärilsart som beskrevs av Watari 1933. Antigius connexa ingår i släktet Antigius och familjen juvelvingar. Inga underarter finns listade i Catalogue of Life.